# Exapion oblongulum
Exapion oblongulum é uma espécie de insetos coleópteros polífagos pertencente à família Apionidae.
A autoridade científica da espécie é Desbrochers, tendo sido descrita no ano de 1875.
Trata-se de uma espécie presente no território português.